# Kaiserschmarrn

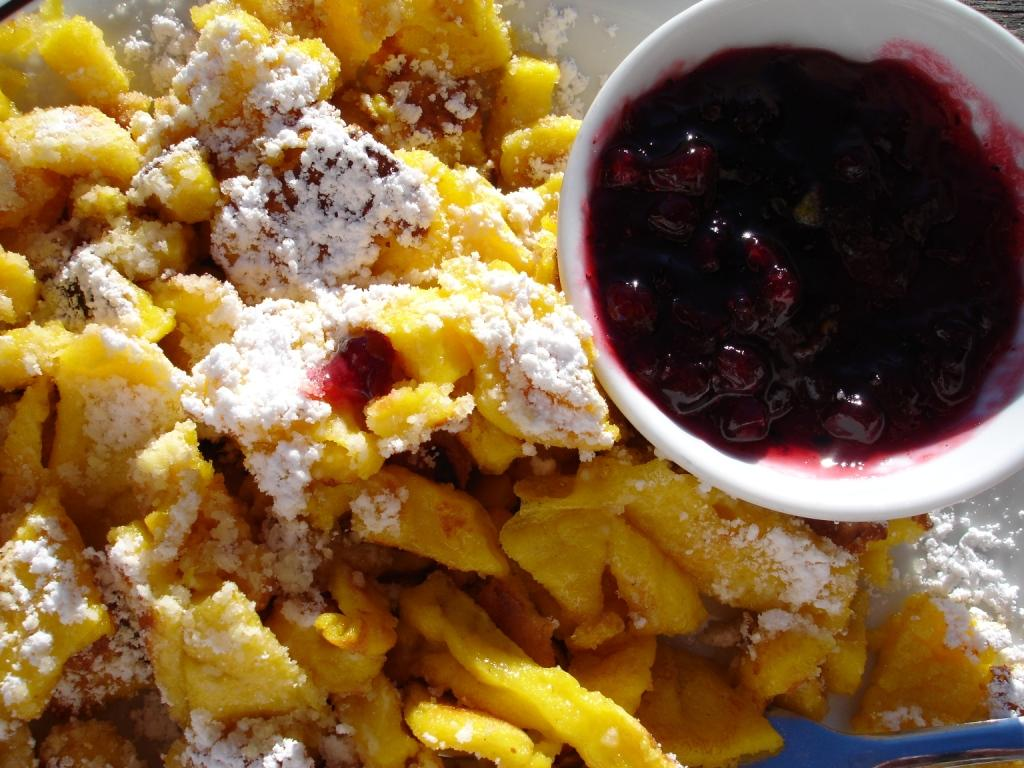
Kaiserschmarrn amb nabius roigs.

El Kaiserschmarrn o Kaiserschmarren (en hongarès Császármorzsa, en txec Císařský trhanec) és una de les postres més conegudes de la cuina austríaca, popular també en la major part de l'antic Imperi Austrohongarès, així com a Baviera (Alemanya). És un plat preparat a base de massa de Palatschinke, espècie de crêpes dolça i gruixuda. La massa del Kaiserschmarrn sol estar caramel·litzada i conté més ous que un pancake normal; sovint duu panses, ametla molta i confitura o trossos de poma. Abans de servir s'empolvora amb sucre glas. Se sol menjar acompanyat de compotes de fruites, per exemple de prunes, maduixes i pomes. Si bé es tracta en origen d'unes postres, en ser un menjar molt pesat no és estrany que se serveixi per esmorzar.

## Orígens
Aquestes postres foren servides per primera vegada, l'any 1854,a l'emperadriu Elisabet de Baviera, emperadriu d'Àustria i reina d'Hongria. Es creu que, a l'hora d'emplatar les postres, aquestes es trencaren, originant-se així aquest plat. Fou més tard que reberen el nom de Kaiserschmarrn, en honor de l'emperador Francesc Josep I d'Àustria (en alemany: Kaiser Franz Joseph I.).

## Preparació
Aquesta recepta es fa a partir d'una massa elaborada amb farina, llet, ous, un xic de sucre i sal. Aquesta massa es fregeix amb mantega en una paella fins que la part inferior es cogui. Tot seguit, amb una espàtula o cullera de cuina, se'n tallen trossos irregulars, els quals es giren perquè s'acabin de fer de l'altre costat. Finalment, s'empolvoren amb sucre de llustre (sucre glas) i, tradicionalment, s'acompanyen de Zwetschkenröster, una confitura de prunes, tot i que actualment és més comú que se serveixin amb compota de poma. Altres variacions de la recepta també hi inclouen panses, ametlles i d'altres fruites.